# Homohadena rustica
Homohadena rustica is een vlinder uit de familie van de uilen (Noctuidae). De wetenschappelijke naam van de soort is voor het eerst geldig gepubliceerd in 1911 door Barnes & McDunnough.